# 山王墓地
山王墓地位于中国山西省运城市河津市柴家乡山王村西泰山庙地，是一处全国重点文物保护单位。

## 保护
2013年3月5日，山王墓地公布为第七批全国重点文物保护单位，古墓葬类，年代为西周，编号7-0525。	